# 湖北大学
湖北大学，简称湖大，是一所位于中国湖北省武汉市的公立综合大学。是湖北省政府与教育部共建的省属重点综合性大学。1984年從武漢師範學院升格而來，同时也是中国“中西部高校基础能力建设工程”（小211工程）高校。

## 校史

### 抗日战争之前
现时的湖北大学历史可以追溯到1930年成立的湖北省立乡村师范学院。1930年，时任湖北省教育厅厅长黄建中为发展本省乡村教育，于今武昌沙湖之滨的宝积庵筹建湖北省立乡村师范学院。1931年，经国民政府教育部批准，湖北乡村师范学院更名为湖北省立教育学院，黄建中兼任湖北省立教育学院第一任院长。学院初设时，有农事教育系、乡村教育系和乡村师范专修科。1932年增设民众教育专修科，1935年又增设农事教育专修科。各系均为四年制本科，各专修科均为二年制专科。1936年，中日战争形势一触即发，学院被迫停办。

### 抗日战争时期
抗日战争爆发后，湖北省政府于恩施建立临时省会，省政府主席陈诚在《新湖北建设计划大纲》中规定，湖北省立教育学院于1941年秋正式复校，选校址在恩施五峰山。1942年秋，湖北省立教育学院学生反对院长一职长期由由湖北省教育厅厅长兼任，省政府遂通过参议会人士李四光等人出面，邀请西南联大的陈友松先生担任院长一职。
陈友松就任院长后，即着手扩大校院规模，改善学校面貌，整饬风气，全院面貌焕然一新。1942年秋到1943年，学校增设史地专修科、一年制师资短训班，并招收音乐、体育各一班，开办附中、附小。然陈友松与前任院长、湖北省教育厅厅长张伯瑾以及陈诚办学意见不合，遂于1943年7月辞职返回西南联大。
陈友松回到重庆之后，呼吁国民政府改组湖北省立教育学院为国立大学。李四光对此极力支持，亦积极奔波，进行号召。1944年春，国民政府教育部综合各方意见与方案，将学校改组为国立湖北师范学院，亦称 “国师”，隶属国民政府教育部。学院遂奉命改制，以科改系，至1945年，国师已包括教育、国文、英文、史地、数学、理化、音乐、体育八系。

### 抗日战争结束后
1945年，抗日战争结束后，国师没有随其他的政府教育等机构迁回武汉，而是先抵达江陵，随后迁至沙市童家花园。然抗日战争对荆沙古城等地造成的破坏巨大，办学条件极其艰苦。同时碍于交通，图书仪器等无法购得，不少教授辞职。因此，国师学生于1947年春进行了大规模的“抗命请愿”，要求归迁武汉。从2月26日至4月6日，600余名学生前往省政府请愿，并得到了国立武汉大学、中华大学、农学院和医学院等高校学生的支持，学生抵达省府后，由湖北省政府主席万耀煌出面安抚，国民政府教育部特派教育次长赴汉调处。
1948年5月，国师归迁武汉。学生先期借住国立武汉大学附属医院（今湖北教育学院），以待图书仪器随运回。9月、10月间，学校整体迁往汉口唐家墩市一中和中山大道汉光中学。7月31日，院方因签发空头支票致使8月份全院学生断炊。部分学生前往院长王治孚住宅请求予以解决，但并未见到王治孚本人，且事后王称自己并不在家。时一学生见蒋中正赠予他的照片挂于堂屋正中，遂将其摔碎。事发后，王治孚上报国民政府教育部要求解散国师，惩办25名为首的学生。8月4日，国民政府教育部电令解散国师。8日，国师学生自治会召开记者会，散发《为反对教育部无理解散湖北师范学院，抗议无耻栽诬二十五位同学敬告社会人士书》文件。17日，武汉大学学生自治会于中华大学开会声援国师学生。18日，国师教授会电请教育部收回解散国师成命。9月4日，教育部任命新院长，收回成命。不久，法院对王治孚提起诉讼。
国师迁回武汉后，中共地下党组织亦加强了对国师学运的渗透工作，国师成为汉口的学运中心。 
1949年7月16日，中南军事管制委员会文教接管部接管国师。因当时国师并无固定校址，学校遂停办整理。图书仪器等全部校产移交给继国师续办的湖北省教育学院。

### 中华人民共和国时期

#### 湖北省教育学院时期
1949年10月15日在国师基础上筹建的湖北省教育学院开学上课。至1952年，学校设有教育、中国语文、数学、物理、体育卫生、音乐、美术、戏剧、俄文等9科，在校学生753人。学院设有附师，另设有附一小、附二小、附三小，为本院师生实习之用，后改为附属中学、附属小学、工人业余学校各一所。
1952年，中华人民共和国教育部根据“以培养工业建设人才和师资为重点，发展专门学院，整顿和加强综合性大学”的方针，进行了全国性院系调整工作。湖北省委遂将教育学院的大部分教职员工、各科学生和部分图书并入华中大学（即今华中师范大学）。同时，以省教育学院留下的部分人员和校产、校址为基础，成立湖北省教师进修学院。

#### 湖北师专与武汉师专时期
1954年4月，教育部同意学校改名为湖北师范专科学校。1955年8月，师专全部迁址武昌马房山。1956年春，湖北省教育厅决定：将湖北师专的语文、历史两科分出，另行组建一所新的高等师范学校——武汉师范专科学校。同时，还将湖北师专的体育科分出，成立武汉体育师范专科学校；将湖北师专的音乐、美术两个短训班分出，与华中师院的图画、音乐两系合并，组建成立武汉艺术师范学院。
1957年秋，中共湖北省委决定，将湖北师专与武汉师专两校合并，组建新的武汉师范专科学校。合并后，校址重新迁回武昌宝积庵并将此作为永久校址。教职员工达到620人，在校学生达到2138人。学校设有语文、历史、数学、物理、化学、生物、地理等7个科。

#### 武汉师范学院时期
1958年8月8日，武汉师范专科学校改为武汉师范学院。新组建的武汉师范学院教职员1543人，设有中国语文、历史、数学、物理4个系，生物、地理、化学3个专修科，并设有马列主义、教育学、体育、外语4个公共课教研室（组），本、专科兼办。学院组织机构为二级建制，行政机构设九科三室，即教务科、出版科、人事科、学生科、保卫科、总务科、财务科、膳食科、卫生保健科及秘书室、基建办公室、生产办公室，院党委下设组织部和宣传部。

#### 湖北大学时期
1984年1月，中共湖北省委决定将武汉师范学院原由武汉市领导改为由省直接领导和管理。6月15日，省委、省政府下发了《关于加速发展和改革我省高等教育的决定》的文件，同时上报教育部。8月11日，教育部同意将武汉师范学院改建为湖北大学。
同年9月26日，时任湖北省长黄知真、省委副书记钱运录共同为“湖北大学”揭牌。学校成立初期，设有中文、政教、历史、外语、数学、物理、化学、生物、地理、体育等10个系和教育行政管理、中文、政治三个专修科，共13个专业，本专科学生3072人，研究生34人。学校占地面积520亩。

## 历任主要负责人[3]
| 负责人 | 任职时间       | 当时校名                   |
| --- | -------------- | -------------------------- |
| 黄建中 | 1931秋~1932.6  | 湖北省立教育学院           |
| 罗睿 | 1932.6~1933.7  | 湖北省立教育学院           |
| 罗廷光 | 1933.8~1935.1  | 湖北省立教育学院           |
| 姜琦 | 1935.1~1936夏  | 湖北省立教育学院           |
| 期间因受当局阻挠，学校停办。                                                                                                 |                |                            |
| 张伯瑾 | 1941秋~1942秋  | 湖北省立教育学院           |
| 陈友松 | 1943.7~1943.11 | 湖北省立教育学院           |
| 叶叔良 | 1943.11~1944秋 | 湖北省立教育学院           |
| 国民政府教育部决定改建为国立湖北师范学院。                                                                                   |                |                            |
| 汪奠基 | 1944秋~1947夏  | 国立湖北师范学院           |
| 王治孚 | 1947夏~1948.5  | 国立湖北师范学院           |
| 王震寰 | 1948.9~1949.5  | 国立湖北师范学院           |
| 1949年7月16日，中南军事管制委员会文教接管部接管国师。1949年10月15日，在国师基础上筹建的湖北省教育学院正式成立。              |                |                            |
| 李实 | 1949.8~1952.9  | 湖北省教育学院             |
| 1952年，中共湖北省委依照教育部方针，调整省内高校，在省教院基础上成立湖北省教师进修学院。                                     |                |                            |
| 史子荣 | 1952.10~1954.8 | 湖北省教师进修学院         |
| 1953年，学校向教育部申请，后批准改名为湖北师范专科学校。                                                                     |                |                            |
| 黄先 | 1954.9~1957.8  | 湖北师范专科学校           |
| 1956年，湖北省教育厅决定改组湖北师专。1957年，将湖北师专与原先分出的武汉师专合并成立新武汉师专。1958年，改名为武汉师范学院。 |                |                            |
| 李伯刚 | 1956.9~1957.8  | 武汉师范专科学校（合并前） |
| 李伯刚 | 1957.9~1958.8  | 武汉师范专科学校（合并后） |
| 1958年8月，湖北省人民委员会批准将武汉师专改名为武汉师范学院。                                                                |                |                            |
| 王宗东 | 1962.3~1965.12 | 武汉师范学院               |
| 余金堂 | 1966.1~1979.4  | 武汉师范学院               |
| 李成文 | 1980.5~1983.4  | 武汉师范学院               |
| 徐章煌 | 1983.4~1984.9  | 武汉师范学院               |
| 根据中共湖北省委关于发展省属高校的意见，教育部批复同意改建武汉师范为湖北大学。                                               |                |                            |
| 徐章煌 | 1984.9~1993.3  | 湖北大学                   |
| 安明道 | 1993.3~1998.2  | 湖北大学                   |
| 蔡勖 | 1998.2~1998.12 | 湖北大学                   |
| 吴传喜 | 2000.1~2011.3  | 湖北大学                   |
| 熊健民 | 2011.3~2017.5  | 湖北大学                   |
| 赵凌云 | 2017.5~2018.12 | 湖北大学                   |
| 谢红星 | 2018.12~2020.7 | 湖北大学                   |
| 刘建平 | 2020.7——       | 湖北大学                   |

## 学校方位
学校在武汉市内设有三个校区，分别是：
- 武昌区友谊大道368号（武昌校区，即校本部）
- 新洲区阳逻平江东路630号（通识教育学院，俗称阳逻校区）
- 江岸区谌家矶街兴盛路特一号（汉口校区，即独立学院湖北大学知行学院）

## 学校标识
2004年6月，经广泛征集与研究讨论后，第五届教代会主席团扩大会议审议，确定湖北大学校训为“日思日睿，笃志笃行”，确立以编钟（H型结构）、凤凰（U型结构）、钥匙等为整体图形，两侧用“湖北大学”金文字体构成的新校标。现行校训、校徽于2004年7月1日正式启用。

### 校徽
校徽造型见本页最上端右侧信息栏。校徽整体形状为编钟。编钟外形取于楚国古乐器，由左右两组构成，组成湖北大学第一个字母“H”。左上部钥匙意为“开启智慧之门”。两侧用“湖北大学”的金文字体，形成一种装饰性的图案，给人深厚的文化底蕴之感，并使编钟具有立体感。凤凰为楚国图腾，出自于出土楚文物的丝绣。凤凰造型为“U”，点出了“大学”这一主题。编钟和凤凰是楚文化艺术代表，以此为湖北大学的象征。
编钟的材质为青铜，具有阳刚之美，凤凰取材为丝绸，具有阴柔之美，刚柔相济。昂首挺胸，正在腾飞的凤凰，象征湖北大学师生朝气蓬勃。编钟和凤凰的组合，代表教学和科研，教学要求严谨，如青铜铸钟，科研需要想象，如凤凰腾飞。整体形上窄下宽，为梯形，代表知识的积累和不断升华。

### 校训
目前使用校训为，“日思日睿 笃志笃行”。
语出湖北大学前身国立湖北师范学院第一任院长汪奠基为国师填写的院歌歌词。意思是每天不倦地学习，勤于思考，就能融会贯通，博大精深；立定志向，始终如一地去追求，然后切实地实践，就能达到理想的目标。
- “思曰睿”出自《尚书》中的《洪范》篇，“一曰貌，二曰言，三曰视，四曰听，五曰思。”“貌曰恭，言曰从，视曰明，听曰聪，思曰睿。” 汪奠基先生化用《洪范》原文，推陈出新，改为“日思日睿”，意为每天勤于学习、勤于思考，才能博学通达，与时俱进。
- “笃志” 出自《论语.子张》“博学而笃志”一语。意为广泛地学习，志趣专一。
- “笃行” 出自《礼记.中庸》“博学之，审问之，慎思之，明辨之，笃行之”一语。意为忠实地实践。

## 办学现状
现有武昌主校区、汉口校区、阳逻校区等3个校区，总占地面积2100余亩。校舍总建筑面积71万平方米，固定资产15.5亿元、教学科研仪器设备总值4.73亿元。图书馆总面积4.73万平方米，馆藏中外文纸质文献243.74万册、电子图书总量298.63万册、中外文数据库283个。《湖北大学学报（哲学社会科学版）》是全国百强社科期刊。学校拥有中国高校“百佳”食堂。2012年学校入选“中西部高校基础能力建设工程”。

### 人才培养
现有在校普通全日制本专科生1.9万余人，博士、硕士研究生6000余人。有3个国家级产教融合基地、2个国家基础学科人才培养与科学研究基地、1个国家级实验教学示范中心、1个国家大学生文化素质教育基地、2个国家级大学生校外实践教育基地、2个国家级专业学位研究生联合培养示范基地、3个省级大学生实习实训（示范）基地、11个省级研究生工作站与研究生教育实践基地、15个省级实验教学示范中心、1个省级大学生创新活动基地。曾荣获6项国家级教学成果奖、87项省级教学成果奖。17个专业入选国家级一流本科专业建设点，6个专业入选省级一流本科专业建设点。获批2门国家精品在线开放课程、2项国家级新工科研究与实践项目、165个教育部产学合作协同育人项目、1个省级人文社会科学拔尖创新人才试验计划项目。有6个国家级特色专业建设点、1个国家级专业综合改革试点项目、10个省级品牌专业、6项省级专业综合改革试点项目、11个省级战略性新兴（支柱）产业人才培养计划项目、10个省级“荆楚卓越人才”协同育人计划项目。有2个国家级教学团队、9个省级教学团队。有2门国家级精品课程、1门国家级精品资源共享课、33门省级精品课程、4门省级精品视频公开课、10门省级精品资源共享课、8门省级精品在线开放课程，68门在线开放课程上线中国大学MOOC、学堂在线、全国地方高校优课联盟等社会公众平台。学校是国家级创新创业示范高校，获批国家级、省级大学生创新创业训练计划项目近670项。
新世纪以来，湖北大学较早提出建设“一流本科教育”目标，较早开办了包括国家文科和理科基础学科人才培养基地在内的各级各类人才培养模式改革试验班近20个，率先实施了以培养拔尖创新人才为目标的“楚才计划”，成立了湖北高校首家通识教育学院。此外，还积极组织实施了相近学科联合培养、文史哲打通培养，以及按一级学科大类培养等人才培养模式改革。2004年，学校在教育部本科教学工作水平评估中获评“优秀”，2017年顺利通过教育部本科教学工作审核评估。
特别是近年来，学校通过大力实施“一流本科教育工程”“研究生教育质量提升计划”“拔尖创新人才培养计划”以及本硕博贯通培养的“十年树人计划”等一系列举措，不断提高人才培养质量，确保了毕业生一次性就业率始终保持在90%以上。2016年，成功获批国家级深化创新创业教育改革示范高校。
校园文化活动丰富多彩，学生多次在全国“挑战杯”课外学术科技作品竞赛、数学建模大赛、电子设计大赛、大学生英语竞赛等重大赛事中获一等奖。校五人制足球队自2003年组建以来，获得全国冠军16次，5次代表中国参加世界大学生五人制足球锦标赛，并取得中国在该项目历史上的最好成绩第7名。校龙狮团自2006年组建以来，获第五届世界龙狮锦标赛北狮项目2个世界冠军。

### 师资状况
现有专任教师1500余人，正、副教授928余人，146名教师具有博士研究生招生资格，653名教师具有学术学位硕士研究生招生资格，734名教师具有专业学位硕士研究生招生资格。各级各类高层次人才385人（次），其中国家级人才70人次，省市级人才315人次。其中，双聘院士2人。 “长江学者”特聘教授1人，国家万人计划教学名师1人、国家千人计划1人、国家百千万人才工程人选3人、国家优秀青年基金获得者1人、全国模范教师4人、教育部“新世纪优秀人才支持计划”6人，湖北省“百人计划”7人、“楚天学者”55人，湖北省“新世纪人才工程”17人，湖北省教学名师5人、湖北省“高端人才引领培养计划”5人。先后有71人享受国务院和湖北省、武汉市政府特殊津贴、45人获批国家、湖北省有突出贡献中青年专家。

### 学科专业
学科专业涵盖哲、经、法、教、文、史、理、工、农、医、管、艺等12个学科门类。其中，材料科学、化学2个学科进入ESI国际学科排名全球前1%，材料科学和化学2个学科入选U.S.News世界最佳学科，纳米科学与技术、材料科学与工程、能源科学与工程、化学和生物工程5个学科入选ARWU（软科）世界一流学科，跻身世界高水平学科行列。材料科学与化学、中国语言文学与哲学文化、生物学入选湖北省“国内一流学科建设学科”。在全国第四轮学科评估中，学校有15个学科在湖北省属高校中排名第一，8个学科在湖北地区高校中排名前三。现设有18个学科性学院，本科专业78个。有9个博士学位授权一级学科、6个博士后科研流动站，27个硕士学位授权一级学科，19个硕士专业学位授权类别。拥有16个“十二五”湖北省重点一级学科，2个“十三五”湖北省优势特色学科群，44个 “楚天学者计划”设岗学科。

### 科研与服务
学校现建有省部共建生物催化与酶工程国家重点实验室1个、药物高通量筛选技术国家地方联合工程研究中心1个、国家创新人才培养示范基地1个，能源捕获和环境传感绿色技术学科创新引智基地1个，教育部重点实验室2个，湖北省重点实验室6个、工程实验室2个、工程研究中心2个，工程技术研究中心11个、国际科技合作基地4个、基础条件平台1个，武汉市工程技术研究中心10个，教育部国别与区域研究中心2个，省级人文社会科学重点研究基地12个，省文化厅重点研究基地1个，是3个湖北省“2011计划”协同创新中心牵头单位和1个国家级、3个省级协同创新中心参与单位。学校牵头与有关单位（企业）联合组建了天沭新能源材料工业研究设计院、湖北大学—贵州地税电子税务研究中心、湖北省精细磷化工技术研究院、湖北区域发展研究院和湖北县域治理研究院等多个科研机构，整合校内人文学科组建了高等人文研究院。
学校在马克思主义理论、专门史、哲学与文化、文学与语言、理论经济学、新型材料、生物技术、基础数学、生态环境、化学化工、信息与电子、教师教育等领域形成了较为明显的优势和特色，曾获得全国科学大会奖1项，国家科技进步二等奖3项。现建有30余个校企研发中心，与省内各市（州）均签订了战略合作协议。具有旅游规划和土地规划甲级资质，主持完成全省40%以上的旅游规划。积极参与“智库”建设，相关专家学者为各级党政机关和社会团体提供了一大批高水平的思想理论成果和决策咨询方案，湖北县域治理研究院入选湖北改革智库、湖北文化建设研究院入选湖北省委决定重点建设的全省十大新型智库。近年来，学校多次被评为全省“服务湖北经济社会发展先进单位”，进入“在鄂高校服务经济社会发展排行榜”前十名。

### 二级学院
- 新闻传播学院
- 文学院
- 历史文化学院
- 商学院
- 政法与公共管理学院
- 马克思主义学院
- 数学与统计学学院
- 生命科学学院
- 计算机与信息工程学院
- 物理学与电子科学学院
- 化学化工学院
- 材料科学与工程学院
- 资源环境学院
- 教育学院
- 体育学院
- 艺术学院
- 外国语学院
- 哲学学院
- 继续（成人）教育学院（非国家统一招生）
- 国际教育学院
- 培训学院
- 职业技术学院
- 人民武装学院
- 楚才学院
- 通识教育学院

### 独立学院
- 湖北大学知行学院

学科门类齐全，学科综合实力日益增强。湖北大学拥有文、史、哲、理、工、经、法、管、教、医等10个学科门类，设有文学、历史文化、商学、政法与公共管理、数学与计算机科学、生命科学、物理学与电子技术、化学化工、材料科学与工程、资源环境、教育、体育、艺术、外国语、哲学等15个院，另设有继续（成人）教育学院、国际教育学院、培训学院、知行学院、职业技术学院、人民武装学院。学校现有55个本科专业、12个硕士学位授权一级学科、105个硕士学位授权学科专业、5个专业硕士学位授予点(公共管理硕士MPA、工商管理硕士MBA、教育硕士、农业推广硕士以及工程硕士、9个博士学位授权学科专业、2个博士后科研流动站，拥有省级重点学科一级学科9个（覆盖62个二级学科）、二级学科10个，19个学科获准设立“楚天学者计划”特聘教授岗位。
曾长期开设两间教室为通宵自习室。直到2008年冬天，学校以“为学生安全着想，通宵自习不符合生理规律”为由取消这项政策。

### 国际交流
先后与30多个国家和地区的100多所高校、科研机构建立了学术交流与科研合作关系，常年互派专家学者访问、讲学，互派学生进修和攻读学位。学校自上世纪60年代开始招收国际学生，具有面向港澳台地区招收学历生资格，现有本、硕、博等各类国际学生近200人。2007年、2008年学校先后与美国孟菲斯大学、巴西圣保罗州立大学合作建立孔子学院,2所孔子学院于2010、2012年两次双双荣获“全球先进孔子学院”称号。2015年与波兰雅盖隆学院合作建立孔子课堂。经教育部批准设立教育部出国留学行前培训与研究中心，并经湖北省教育厅批准接收湖北省教育自费留学服务中心，全逐步完善外事工作与留学管理服务体系。

## 校園環境

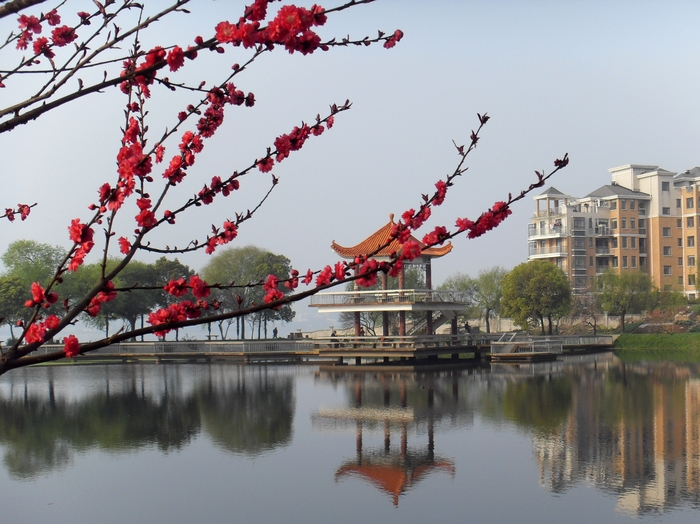
沙湖水月亭
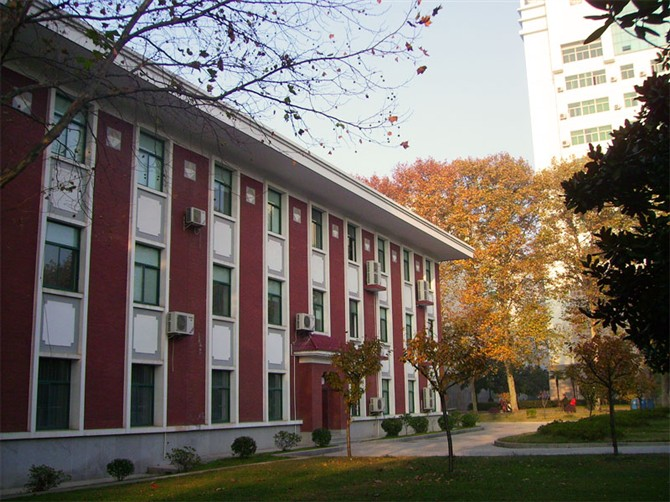
田家炳教育学院
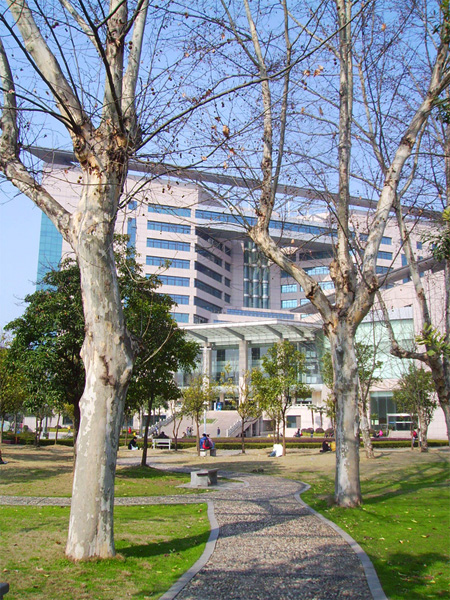
图书馆门前的求索广场
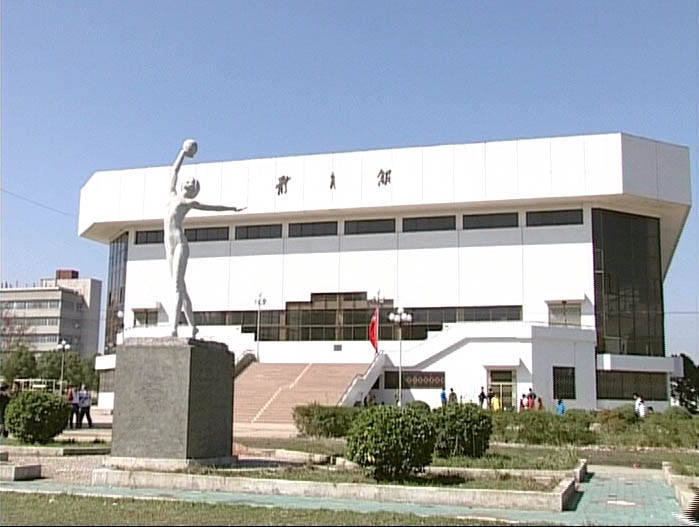
湖北大学二号体育馆
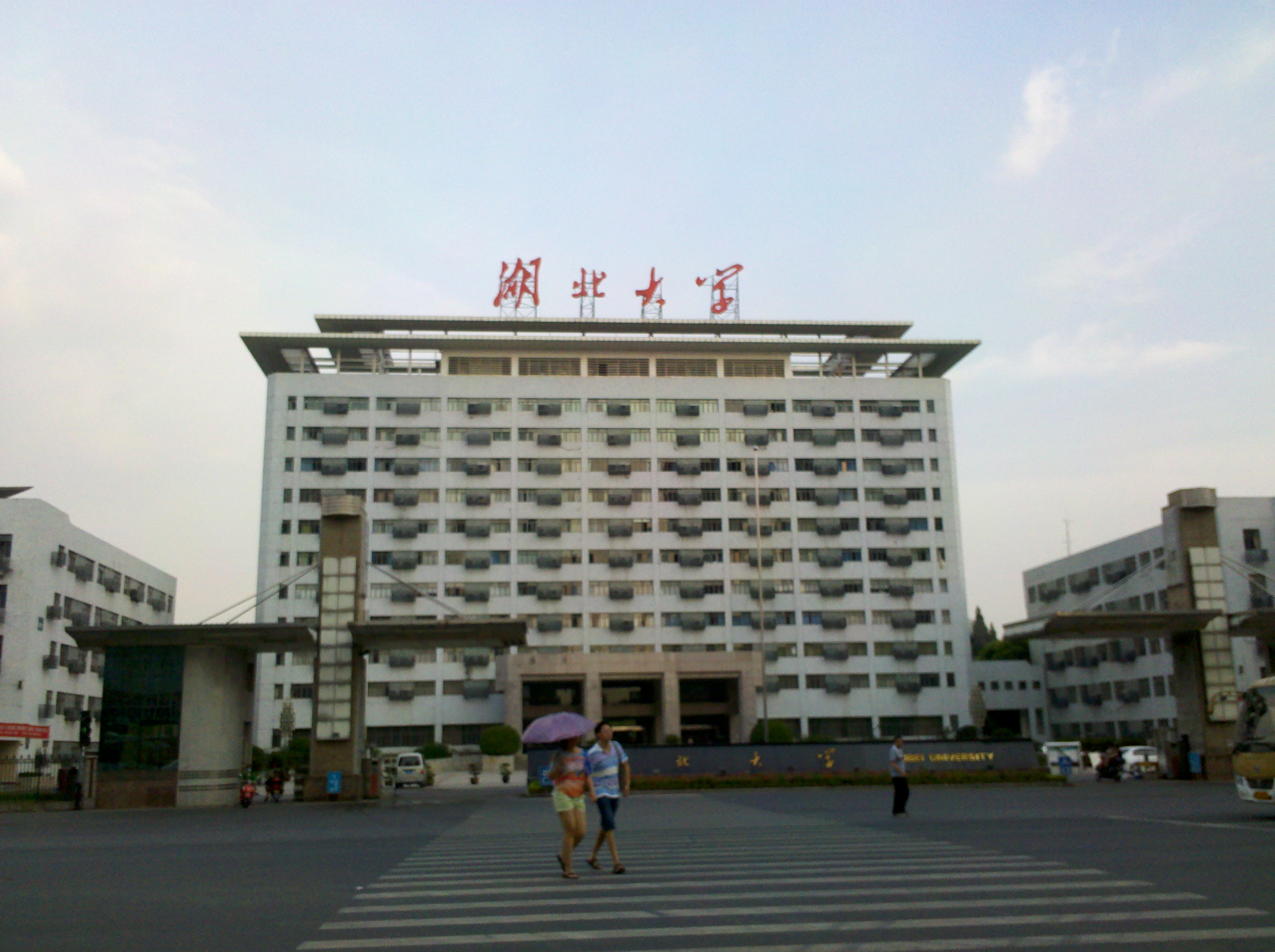
湖北大学大门

- 沙湖
- 琴园

## 争议
2020年6月20日，因在有关新冠肺炎的争议中支持方方并且发表扭曲历史言论，湖北大学教授梁艳萍被学校开除党籍并被停止教学。